# Tåssjö socken
Tåssjö socken i Skåne ingick i Norra Åsbo härad, ingår sedan 1971 i Ängelholms kommun och motsvarar från 2016 Tåssjö distrikt.
Socknens areal är 91,34 kvadratkilometer varav 82,04 land. År 2000 fanns här 918 invånare. Rössjöholms gods och sockenkyrkan Tåssjö kyrka  ligger i socknen.

## Administrativ historik
Socknen har medeltida ursprung. 
Vid kommunreformen 1862 övergick socknens ansvar för de kyrkliga frågorna till Tåssjö församling och för de borgerliga frågorna bildades Tåssjö landskommun. Landskommunen uppgick 1952 i Munka-Ljungby landskommun som 1971 uppgick i Ängelholms kommun. Församlingen uppgick 2006 i Munka Ljungby församling.
1 januari 2016 inrättades distriktet Tåssjö, med samma omfattning som församlingen hade 1999/2000. 
Socknen har tillhört län, fögderier, tingslag och domsagor enligt vad som beskrivs i artikeln Norra Åsbo härad. De indelta soldaterna tillhörde Norra skånska infanteriregementet, Norra Åsbo kompani och Skånska husarregementet, Silvåkra skvadron, Överstelöjtnantens kompani.

## Geografi
Tåssjö socken ligger nordost om Ängelholm på och söder om Hallandsåsen kring Rössjön och Västersjön. Socknen är en kuperad och mossrik skogsbygd.
Byar: Bassholma, Björnabolet, Djurholmen, Esbjörnabygget, Häggabygget, Hålshult, Hässlebo, Kollebäckstorp, Ljungabolet, Ljungagården, Långhult, Lärkeröd, Ramnekulla, Rävakärr, Röglan, Snäckebotorp, Stavershult, Storakärr, Århult och Äspenäs.
Gårdar: Backagård, Gamlahus, Hallagård, Hästhagen, Lärkholmen, Skäggeris, Snoggarp och Tollsjö.
Herrgård: Rössjöholm.
Övriga platser: Trollehallar.
Sjöar: Abborrasjön, Djurasjön, Kyrkesjön, Lillesjön, Lärkesholmssjön (torrlagd), Madasjön (torrlagd), Ramnasjön (torrlagd), Rössjön, Stavershultasjön, Svartesjön, Valpesjön och Västersjön.

## Fornlämningar
Fossil åkermark har påträffats.

## Namnet
Namnet skrevs 1406 Thutsöge och kommer från en tidigare kyrkby. Efterleden innehåller hög. Förleden innehåller thot/thut, 'tjut', kanske med syftning på ljudet från vattnet..
Namnet skrevs före 1940 även Tosjö socken.

## Kända personer
- Bengt Bengtsson, militär
- Frans G. Bengtsson, författare
- Pieter Brouwer, affärsman
- Dickson Etuhu, fotbollsspelare
- Augustin Leijonsköld, ämbetsman
- Frithiof Roslund, präst